# Апушкин, Владимир Александрович
Владимир Александрович Апушкин (1868—1937) — русский военный юрист, писатель, генерал-майор (1917).

## Биография
Из дворянской семьи. Окончил Московский кадетский корпус, 2-е Константиновское артиллерийское училище и Александровскую Военно-юридическую академию.
С 1888 служил подпоручиком в 18-й артиллерийской бригаде. Впоследствии перешёл в Главное военно-судное управление (ГВСУ), был там помощником военного прокурора, с 1907 помощник начальника отделения ГВСУ, затем делопроизводитель тюремного отдела.
За это время опубликовал ряд книг и статей о русско-японской войне, стал редактором «Военной энциклопедии». С марта 1905 года и до конца выхода был фактическим редактором журнала «Летопись войны с Японией». К 1917 генерал-майор.
15 марта 1917, после Февральской революции назначен Временным правительством начальником управления и главным военным прокурором. Член Чрезвычайной следственной комиссии Временного правительства. Назначение состоялось по рекомендации Военной комиссии к-та Госдумы и было связано с теми услугами, которые Апушкин, служа ранее в ГВСУ, оказывал защитникам по политическим делам; видимо, сыграло роль и близкое знакомство с А. Ф. Керенским. Большого участия в деятельности Комиссии не принимал; сначала много и с пафосом говорил о завоеваниях революции, о революционном самосознании, но потом как-то осел и стушевался.
После Октябрьской революции на советской службе. Занимал пост управляющего делами Всероссийского бюро снабжения железнодорожников. Затем РККА, работал на кафедре военных наук Военно-политической академии РККА. Был секретарем предметной комиссии стратегии, истории войн и военного искусства, выпустил книгу о В. А. Сухомлинове.
В 1930 выслан в Вологду, где позднее арестован и погиб в заключении. В январе 1917 А. Горький писал В. Короленко: «Генерал Апушкин — лучшее, что есть среди военных…»

## Сочинения
- Куропаткин : Из воспоминаний о Русско-японской войне. Санкт-Петербург, 1908.
- Мищенко : из воспоминаний о Русско-Японской войне. Издал В. Березовский, 1908.
- Дело о сдаче крепости Порт-Артур японским войскам в 1904 г. Санкт-Петербург, 1908
- Русско-японская война 1904—1905 г. С рисунками и планами. — Москва, Типография Русского Товарищества, 1910.
- Скобелев о немцах : его заветы славянству. Издание Товарищества И. Д. Сытина, 1914.
- Генерал от поражений В. А. Сухомлинов. — Л., «Былое». 1925. 133 стр.